# Marie Bochet
Marie Bochet (født 9. februar 1994 i Chambéry) er en fransk alpinist, som har vundet flere paralympiske guldmedaljer og VM-guld. 
Bochet er født uden venstre arm, og konkurrerer i klassen LW6/8-2. Hun begyndte med skisport da hun var 5 år gammel, og blev «opdaget» af det franske handicapidrætsforbundet da hun var 11 år gammel, som en potentiel eliteudøver. Hun debuterede internationalt i 2008.